# Snowboard nos Jogos Olímpicos de Inverno de 1998 - Halfpipe feminino
A competição do halfpipe feminino do snowboard nos Jogos Olímpicos de Inverno de 1998 ocorreu no dia 12 de fevereiro de 1998 na Kanbayashi Sports Park, em Yamanouchi.

## Medalhistas
| Ouro   | GER Nicola Thost        |
| Prata  | NOR Stine Brun Kjeldaas |
| Bronze | USA Shannon Dunn        |

## Resultados

### Qualificação
| Pos. | Atleta                   | 1ª descida | 2ª descida | Notas |
| ---- | ------------------------ | ---------- | ---------- | ----- |
| 1    | NOR Stine Brun Kjeldaas  | 37.6       | —          | Q     |
| 2    | USA Cara-Beth Burnside   | 36.7       | —          | Q     |
| 3    | SWE Jenny Jonsson        | 34.5       | —          | Q     |
| 4    | CAN Maëlle Ricker        | 34.4       | —          | Q     |
| 5    | GER Nicola Thost         | 30.6       | 37.4       | Q     |
| 6    | USA Shannon Dunn         | 33.3       | 36.6       | Q     |
| 7    | FIN Minna Hesso          | 34.2       | 35.1       | Q     |
| 8    | SWE Jennie Waara         | 31.9       | 34.5       | Q     |
| 9    | AUT Nicola Pederzolli    | 31.5       | 34.4       |       |
| 10   | CAN Tara Teigen          | 32.9       | 33.3       |       |
| 11   | SUI Anita Schwaller      | 32.0       | 32.2       |       |
| 12   | FRA Doriane Vidal        | 27.2       | 32.1       |       |
| 13   | FIN Satu Järvelä         | 31.8       | 32.0       |       |
| 14   | USA Barrett Christy      | 30.3       | 31.6       |       |
| 15   | GER Sabine Wehr-Hasler   | 29.5       | 30.5       |       |
| 16   | NOR Anne Molin Kongsgård | 29.3       | 29.2       |       |
| 17   | AUT Ulrike Hölzl         | 24.8       | 29.1       |       |
| 18   | CAN Lori Glazier         | 25.9       | 26.9       |       |
| 19   | USA Michelle Taggart     | 26.1       | 25.5       |       |
| 20   | JPN Yuri Yoshikawa       | 25.6       | 24.9       |       |
| 21   | NOR Christel Thoresen    | 24.3       | 24.4       |       |
| 22   | JPN Kaori Takeyama       | 23.5       | 22.7       |       |
| 22   | SWE Anna Hellman         | 20.0       | 22.7       |       |
| 24   | ITA Alessandra Pescosta  | 22.8       | 18.9       |       |
| 25   | CAN Natasza Zurek        | 33.9       | 11.6       |       |
| 26   | GER Sandra Farmand       | 22.1       | DNS        |       |

### Final
| Pos.              | Atleta                  | 1ª descida | 2ª descida | Pontos |
| ----------------- | ----------------------- | ---------- | ---------- | ------ |
| Medalha de ouro   | GER Nicola Thost        | 37.5       | 37.1       | 74.6   |
| Medalha de prata  | NOR Stine Brun Kjeldaas | 36.7       | 37.5       | 74.2   |
| Medalha de bronze | USA Shannon Dunn        | 38.8       | 34.0       | 72.8   |
| 4                 | USA Cara-Beth Burnside  | 36.1       | 36.5       | 72.6   |
| 5                 | CAN Maëlle Ricker       | 36.8       | 34.3       | 71.1   |
| 6                 | FIN Minna Hesso         | 34.8       | 36.0       | 70.8   |
| 7                 | SWE Jenny Jonsson       | 31.8       | 34.1       | 65.9   |
| 8                 | SWE Jennie Waara        | 30.9       | 31.8       | 62.7   |

Legenda
| Recorde mundial      | Recorde mundial (World record)               |                       | Recorde africano                      | Recorde africano (African) |                                           | Q | Classificado por posição (Qualified) |
| Recorde olímpico     | Recorde olímpico (Olympic record)            | Recorde da América    | Recorde da América (Americas)         | q                          | Classificado por melhor tempo (Qualified) |   |                                      |
| Melhor marca do ano  | Melhor marca do ano (World leading)          | Recorde asiático      | Recorde asiático (Asian)              | DNS                        | Não largou (Did not start)                |   |                                      |
| Recorde nacional     | Recorde nacional (National record)           | Recorde europeu       | Recorde europeu (European)            | DNF                        | Não terminou (Did not finish)             |   |                                      |
| Recorde pessoal      | Recorde pessoal do atleta (Personal best)    | Recorde da Oceania    | Recorde da Oceania (Oceania)          | DSQ / DQ                   | Desclassificado (Disqualified)            |   |                                      |
| Recorde da temporada | Recorde da temporada do atleta (Season best) | Recorde sul-americano | Recorde sul-americano (South America) | NM                         | Sem marca (No mark)                       |   |                                      |